# Kongens gate 12

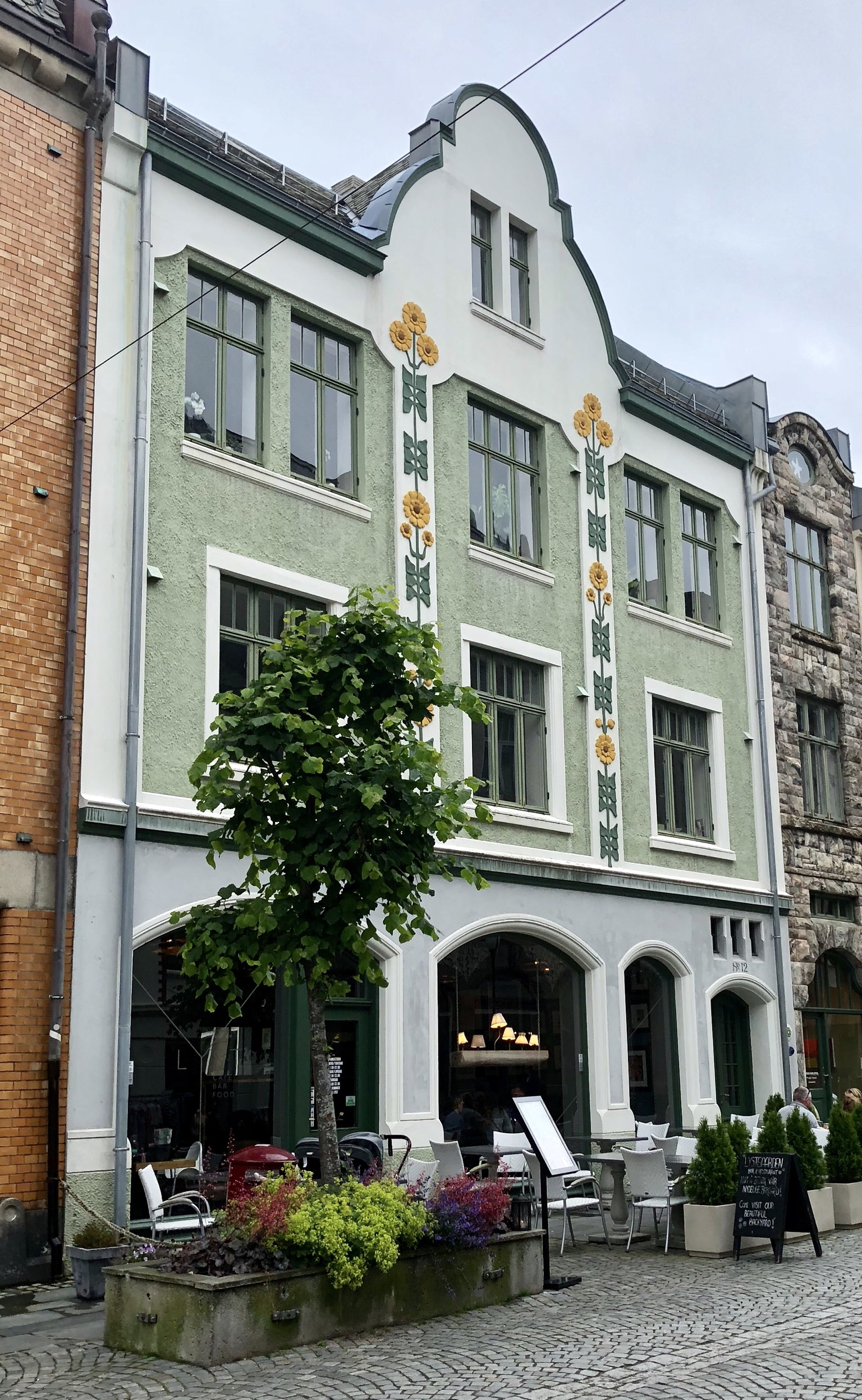
Kongens gate 12 im Jahr 2019

Kongens gate 12 ist ein denkmalgeschütztes Gebäude in der norwegischen Stadt Ålesund.
Es befindet sich in der Ålesunder Innenstadt auf der Ostseite der Kongens gate auf der Insel Nørvøy. Südlich grenzt das gleichfalls denkmalgeschützte Haus Kongens gate 10B an.
Das im Jugendstil gestaltete Wohn- und Geschäftshaus wurde im Jahr 1906 vom Architekten Jens Zetlitz Monrad Kielland für den Bauherren Jens Berentsens Kinder erbaut und gehört damit zu den Gebäuden, die im Rahmen des Wiederaufbaus der Stadt nach dem Stadtbrand von Ålesund aus dem Jahr 1904 entstanden. Die Mitte der Fassade wird von einem geschwungenen Giebel überspannt. Auf beiden Seiten der mittleren Achse befindet sich im ersten und zweiten Obergeschoss ein stilisierter Blumenschmuck. Die Fassade wird darüber hinaus von unterschiedlich strukturierten und gefärbtem Putz geprägt. Im Erdgeschoss des dreieinhalbgeschossigen Baus wurde eine Ladennutzung eingerichtet. Die Fenster dort sind geschwungen. Heute (Stand 2019) besteht dort eine gastronomische Nutzung. Über den Hauseingang auf der rechten Seite des Gebäudes wird auch das sehr schmale Nachbargebäude Kongens gate 10B erschlossen.